# (30844) Hukeller
(30844) Hukeller – planetoida z pasa głównego asteroid okrążająca Słońce w ciągu 4 lat i 139 dni w średniej odległości 2,68 j.a. Została odkryta 17 maja 1991 roku w Obserwatorium Palomar przez Carolyn i Eugene Shoemakerów. Nazwa planetoidy pochodzi od Hansa-Ulricha Kellera (ur. 1943), profesora astronomii na Uniwersytecie w Stuttgarcie. Nazwa została zaproponowana przez G. i D. Heinlein. Przed nadaniem nazwy planetoida nosiła oznaczenie tymczasowe (30844) 1991 KE.